# Salisbury Plain (Angleterre)
Salisbury Plain est un plateau de craie du Sud-Est de l'Angleterre couvrant 780 km2. Il fait partie de l'ensemble des collines crayeuses du Sud et de l'Est de l'Angleterre. Il se trouve principalement dans le Comté du Wiltshire, une petite partie débordant dans le Hampshire. On y trouve de nombreux vestiges archéologiques, le plus connu étant le site de Stonehenge. À la suite de la mise en place du « Defence Training Estate Salisbury Plain (DTE SP) », Salisbury Plain est peu densément peuplée, elle est le plus grand espace de type plaine calcaire restant en Europe. Elle contient également des terres arables, et quelques petites zones de forêts de hêtres et de conifères. Son point culminant est Easton Hill.

## Géographie physique
Les limites physiques de Salisbury Plain n'ont jamais été définies précisément, et les opinions divergent sur ce sujet. Les vallées fluviales et au-delà les plaines et collines marquent à peu près ces limites. Au Nord, la vallée de Pewsey est surplombée par l'escarpement des collines. Au nord-ouest se trouve la vallée de l'Avon de Bristol. La rivière Wylye longe le plateau au sud-ouest et la Bourne à l'est. L'Avon traverse la moitié orientale du plateau et vers le sud vers Salisbury, point de confluence de plusieurs rivières. L'Avon continue ensuite vers le Sud et se jette dans la Manche à Christchurch. Les collines du Hampshire et celles du Berkshire sont des collines de craies à l'est et au nord de la Salisbury Plain et les collines du Dorset sont elles au sud-ouest. 
L'ouest et le nord-ouest contiennent principalement de l'argile, tandis que les vallées de Blackmore, de l'Avon et de Wardour sont plutôt calcaires.
Amesbury est considérée comme la plus grande bourgade bien qu'il y ait plusieurs aussi petits villages comme Tilshead, Chitterne et Shrewton au centre de la plaine, ainsi que des hameaux ou des camps militaires.

## Histoire

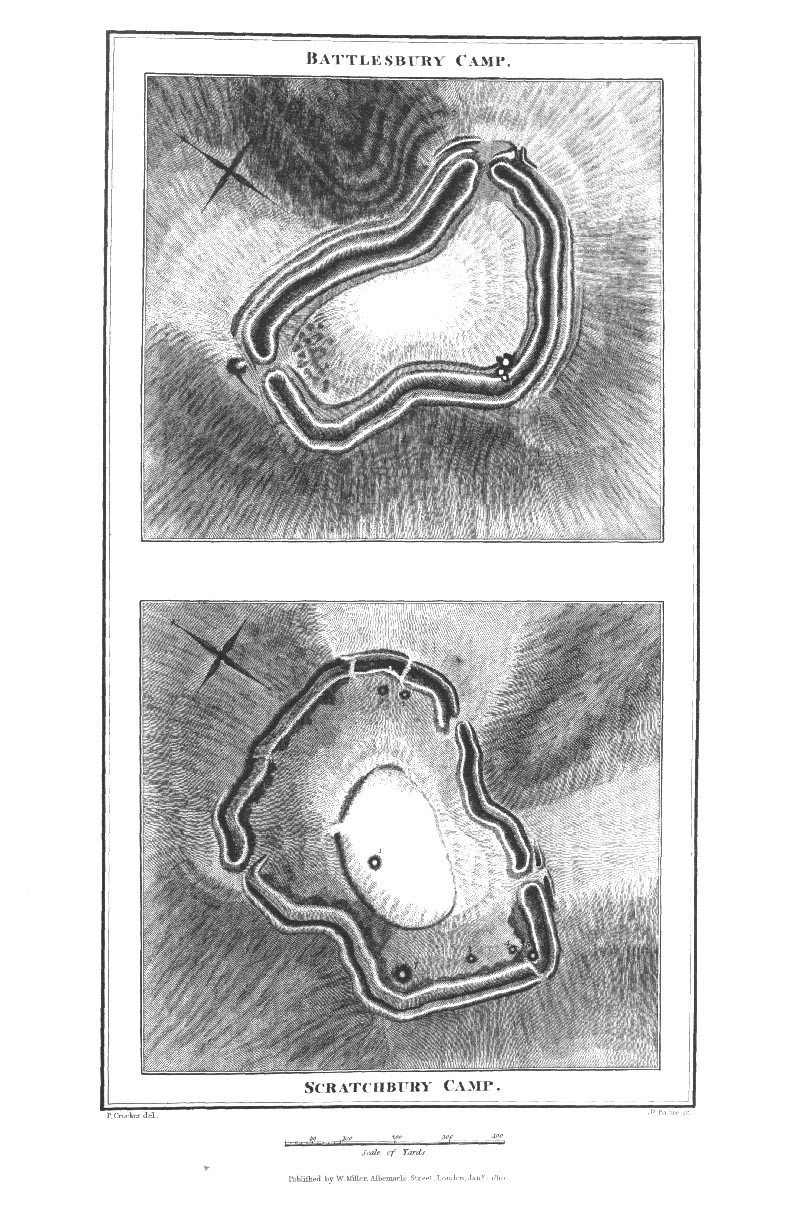
Dessin des collines fortifiées de Battlesbury et Scratchbury, dans The Ancient History of Wiltshire de Richard Colt Hoare (1810).

La plaine de Salisbury est célèbre pour son histoire et son archéologie. Dans la période néolithique, à l'âge de pierre, les hommes se sont installés dans la plaine, probablement autour de l'enceinte fossoyée de Robin Hood's Ball. Des tumulus allongés comme White Barrow et d'autres constructions de terre ont été construites dans la plaine. À partir de 2500 av. J.-C., les principales constructions ont été retrouvées dans des sites comme Durrington Walls et Stonehenge, et la partie méridionale de la plaine a continué à être colonisée pendant l'âge du bronze.
Autour de 600 av. J.-C., apparaissent des colline fortifiées de l'âge du fer aux limites de la plaine à Scrachbury Camp et Battlesbury Camp au Sud-Ouest, Bratton Camp au Nord-Ouest, Casterley Camp au Nord, Yarnbury Castle et Vespasian's Camp au Sud, et enfin Sidbury Hill à l'Est.
Les voies romaines sont visibles, desservant probablement une colonie près de Old Sarum. Les villas sont cependant éparses, et la toponymie anglo-saxonne laisse à penser que la plaine servait surtout à la culture des céréales pour l'Empire.
Au VIe siècle, les Anglo-Saxons sont arrivés et ont construit des colonies dans les vallées entourées de levée de terre appelées « Rideau », les collines étant laissées pour les pâturages des moutons.
Au sud, se trouve la ville de Salisbury dont la cathédrale construite aux XIIIe et XIVe siècles est célèbre pour sa flèche, la plus haute du pays. Cette cathédrale a longtemps été le plus haut bâtiment d'Angleterre du Nord-Est. Cette cathédrale est le symbole de la prospérité amenée par le commerce de la laine et des vêtements dans la région. Au milieu du XIXe siècle cette industrie commença à décliner. Et les terres de la région, constituées principalement de pâturages pour les moutons, furent progressivement consacrés à l'agriculture et à l'usage militaire. Le Wiltshire devint pendant cette période de déclin l'une des régions les plus pauvres de l'Angleterre.

## Zone d'entraînement militaire
La moitié de la plaine est couverte par une zone d'entraînement militaire: "Defence Traning Estate", ou DTE SP. L'armée y a fait ses premières manœuvres en 1898. Depuis cette époque le ministère de la défense britannique a acheté de grandes zones de la plaine jusqu'à la Seconde Guerre mondiale. Il possède maintenant 390 km2 ce en qui fait la plus grande zone militaire du Royaume-Uni. Plus de 100 km2 sont interdits en permanence au public, et l'accès est restreint dans la partie restante. Au fur et à mesure de l'utilisation militaire de la plaine, de nouveaux camps et baraquements ont été construits, comme ceux de Larkhill, Bulford, Tidworth et Warminster. Plusieurs installations ont été construites puis détruites, comme une ligne de trains et un aérodrome à côté de Stonehenge. En 1943 le village d'Imber et le hameau de Hinton Parva ont été évacués pour permettre la préparation de l'opération Overlord. Alors que les habitants de Hiton Parva ont pu revenir après la guerre, le village d'Imber est resté fermé, si ce n'est pour une messe annuelle et quelques jours fériés.
L'école royale d'artillerie est basée à Larkhill, et il y a des tirs d'entraînement à peu près 340 jours par an. Le personnel militaire britannique ou venant d'autres pays passe environ 600 000 hommes-jours sur la plaine chaque année.

## Écologie
Grâce aux importantes surfaces interdites au public, la plaine est devenue une havre pour la faune et la flore sauvage, et abrite deux réserves naturelles. Cependant, le faible niveau de pâturage pourrait laisser les broussailles envahir les prairies. La plaine contient la plus grande étendue de plaine crayeuse dans le Nord Ouest de l'Europe, et représentant 41 % du restant de ce type d'habitat sauvage en Angleterre. La plaine abrite 13 espèces rares de plantes, 67 d'invertébrés et forme un site d'importance internationale pour les oiseaux. De plus, la plaine abrite des forêts et broussailles, des mares permanentes ou temporaires, et la rivière Bourne .

### Végétation

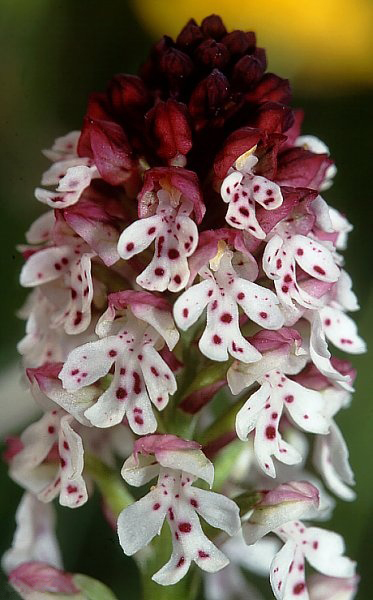
L'orchis brûlé (Neotinea ustulata) peut-être trouvé dans la Salisbury Plain.

La diversité des types de sol, des pentes, et les différentes utilisations du sol, actuelles ou passées, ont donné naissance à plusieurs types de prairies. De grandes étendues de prairies sont très vieilles, et celles dont la culture s'est arrêtée au début du XXe siècle ont maintenant plus d'un siècle. Les parties à l'est de Salisbury (Angleterre), à la périphérie du centre et de l'ouest contiennent des pâturages ou sont consacrées au foin, alors que le centre et l'ouest ne sont pas pâturés. Une grande partie de Salisbury Plain est constituée d'une prairie riche en espèces de Brome dressé (Bromus Erectus). On trouve souvent dans la plaine un milieu contenant en abondance des fétuques rouges ou Festuca rubra, de  koelérie à crête ( Koeleria macrantha), de Pimprenelle (Sanguisorba minor), de Caille-lait jaune (Galium Verum), du Leontodon hispidus ou Liondent hispide, de l'Helianthemum nummularium ou hélianthème commun et des Spirée filipendule (Filipendulas vulgaris). La constance de ces espèces est une caractéristique distinctive des prairies de Brome dressé de Salisbury Plain. On ne la retrouve que dans un seul autre site dans le Hampshire (comté). Là où le Brome dressé est moins dominant, on retrouve associées des plantes comme la Scabieuse colombaire (Scabiosa columbaria), la Campanule agglomérée (Campanula glomerata), le Genêt des teinturiers (Genista tinctoria), l'Anthyllide vulnéraire (Anthyllis vulneraria), le Sainfoin cultivé (Onobrychis viciifolia) et le Fer à cheval (plante) (Hippocrepis comosa).
On trouve des plantes rares et remarquables: l'Orchis brûlé (Neotinea ustulata), du gaillet rude (Galium pumilum), seneçon champêtre (Senecio integrifolius) et l'espèce endémique anglaise Gentianella anglica. Sur les gazons présents de longue date sur le Rendosol fin et les prairies pâturées par les lapins de l'est et du centre de la plaine, on trouve des perpétuelles à faible croissance incluant des Asperula cynanchica ou aspérules de l'esquinancie, des Polygale du calcaire (Polygala calcarea), du Cirse acaule (Cirsium acaule), du Thymus praecox ou thym précoce et dans les parties méridionales, du astragale du Danemark (Astragalus danicus).
La Succisa pratensis ou Succise des prés, la Serratule des teinturiers (Serratula tinctoria) et l'Épiaire officinale (Stachys officinalis) sont toutes abondantes et reflètent le caractère océanique de la plaine, confiné à l'Angleterre du Sud-Ouest. De la même manière, on trouve de façon restreinte un milieu dont la laîche naine (Carex humilis) est l'espèce la plus notable. Ce type de prairie a son fief dans le Wiltshire et se retrouve dans les parties les moins dérangées des collines centrales. La diversité des herbes est généralement plus petite dans les hautes prairies dominées par le brôme dressé, on y trouve cependant du panais  (Pastinaca sativa), de l'Heracleum sphondylium ou Berce commune et de la Centaurée scabieuse  (Centaurea scabiosa). On trouve sur les espèces précédentes des parasites , les Orobanche elatior du genre des Orobanche, en quantité plus importante que partout ailleurs en Grande-Bretagne. L'Arrhenatherum elatius ou avoine élevée est également très répandue, particulièrement à l'ouest, indiquant souvent les zones d'anciennes cultures.  
Sur les collines et sur les terrains plus instables, caractéristiques des points d'impact, la Piloselle (Pilosella officinarum) est abondante, ainsi que la Festuca ovina ou fétuque ovine et le Serpolet (Thymus serpyllum). Les plantes annuelles sont aussi caractéristiques de cet habitat, avec  des Erophila verna, des Saxifrage à trois doigts (Saxifraga tridactylites), des Arabis hirsuta ou arabette hérissée, des Cerastium pumilum ou Céraiste nain, rare en Angleterre, et de la Minuartie hybride (Minuatria hybrida). On trouve très localement dans les cratères stabilisés d'impact de missile des collines du centre un milieu caractérisé par du gazon riche en lichens (genre Cladonia) et en Dicranum scoparium, ou Dicrane en balai. Ce type de végétation peut-être également trouvé ailleurs dans la zone d'intérêt scientifique de Porton Down et dans les Brecklands ( Breckland (district) ).    
On trouve de petites zones de bruyère calcaire  sur les couches superficielles d'argile et de silex. Ici les plantes aimant la craie comme la Pimprenelle (Sanguisorba minor), la Spirée filipendule  (Filipendula vulgaris) coexistent avec les plantes typiques des sols acides comme l'Ulex europaeus ou ajonc d'Europe, la Calluna vulgaris ou Callune et la peu commune Scleranthus annuus. Deux plantes sont repertoriées dans les "Red Data Books" ou listes rouges du conservatoire de la nature britannique. On trouve dans les collines de l'Ouest, la plus grande population en Grande-Bretagne de Cirse tubéreux (Cirsium tuberosum), du genre Cirse. À noter une faible hybridation avec le Cirse acaule (Cirsium acaule), cause de son déclin dans d'autres localités. La Salvia pratensis ou sauge commune persiste en petites colonies dans les prairies de brome dressé. À noter aussi particulièrement de grands groupes de génèvriers communs (Juniperus communis) à Bulford Downs et Beacon Hill. On y trouve des formes rampantes ou pyramidales, et ce site, avec celui de la zone d'intérêt scientifique de Porton Down au Sud, abrite les plus beaux exemples de plaines de genévriers associés à la craie et aux broussailles en Angleterre.

### Insectes
Grâce à la diversité de la structure et de la flore des prairies, la plaine abrite une grande variété d'invertébrés peu communs des prairies calcaires.Dans les zones d'abondance, on trouve de grandes populations d'importance locale et nationale, et les grandes étendues d'habitat préservé assure leur survie.

#### Les papillons de jour
La plaine est un refuge important pour les papillons de jour menacés des plaines. On trouve une grande concentration de trois espèces rares : l'Azuré bleu céleste (Lysandra bellargus), la Lucine (Hamearis lucina), et la plus grande population de Damier de la succise (Euphydryas aurinia). Une colonie de Thècle du bouleau (Thecla betulae) est présente dans l'Est de la plaine et dans une de ses des deux localités. D’importantes populations d'autres espèces des plaines comme l'Argus bleu-nacré (Lysandra coridon) et le Grand nacré (Speyeria aglaja) peuvent être trouvées, et il est à noter la présence de l'Agreste (Hipparchia semele), un papillon rarement trouvé loin des côtes. 

#### Les papillons de nuit
Un peuplement remarquable de deux espèces rares de papillons de nuit, de 36 nationales et de deux régionales sont présentes, la plupart étant soit typiques des plaines calcaires, ou partiellement dépendants des prairies calcaires. Dans les espèces rares, on trouve le Procris de la globulaire (Adscita globulariae), et parmi les espèces présentes sur toute l'Angleterre, on retrouve le Procris de l'hélianthème (Adscita geryon), la Sésie de l'esparcette (Bembecia scopigera), la Cidarie rayée (Phibalapteryx virgata), l'Eupithécie du boucage (Eupithecia pimpinellata), l'Eupithécie des friches (Eupithecia subumbrata) et le Sphinx bourdon (Hemaris tityus). Leurs larves se nourrissent des plantes de la prairie calcaire. On peut trouver aussi la Sésie de la viorne (Synanthedon andrenaeformis).

#### Les abeilles
La faune d'abeilles est particulièrement riches en espèces dépendant des prairies calcaires. Une des deux populations britanniques en danger, la Melitta dimidiata, est présente, ainsi que deux autres espèces sur les libres rouges (RDB), l'Andrena hattorfiana et son parasite le Nomada armata. C'est l'un des rares sites à l'intérieur des terres par l'espèce Bombus humilis (genre Bombus).

#### Les diptères
Les diptères incluent quatre espèces référencées dans les livres rouges, dépendant des prairies calcaires, il s'agit des Chaetorellia loricata, des Urophora solstitialis, des Terellia vectensis et de Volucella inflata.

#### Les crustacés
Des observations récentes ont montré que la plaine de Salisbury est un site important pour les crustacés sur les livres rouges: le Chirocéphale diaphane (Chirocephalus diaphanus) qui est dépendant des eaux temporaires, un habitat rare et déclinant. Dans la plaine, ces habitats sont nombreux, créés par les mouvements répétés des tanks sur les chemins de terre traversant la prairie.

#### Autres
On trouve d'autres insectes dans les familles des Orthoptera ou orthoptères, des Heteroptera (hétéroptères) et des Coleoptera (coléoptères), ce dernier  incluant une espèce répertoriée dans les RDB: la Cantharis fusca ou cantharide commune.

### Les oiseaux
La zone entière est d'une importance nationale et internationale pour l'hivernage et la reproduction des oiseaux. Sont présentes 7 espèces listées dans l'Annexe 1 de la directive de la Commission Européenne sur la conservation des oiseaux, des populations de 6 espèces listées dans les RDB, et plusieurs espèces candidates. Parmi les oiseaux reproducteurs, trois espèces sont particulièrement notables. Plus de 20 couples de Burhinidae, représentant 12 % de  la population britannique se reproduisent dans la plaine. La zone compte environ 20 % des records de reproduction pour les Cailles chaque année, et on estime que la reproduction des  Faucons hobereaux  excède 1 % de la population britannique régulièrement. Les autres espèces reproductrices importantes incluent les Buses (oiseau), des Chouettes effraies, des Rossignols philomèles, des Saxicola, des Tariers des prés, des Œnanthes, des Bruants proyers, et occasionnellement des Busards cendrés.
Pris globalement, l'écosystème de reproduction des oiseaux est d'une diversité exceptionnelle pour une prairie sèche britannique. Ils constituent, avec les petits mammifères, des proies abondantes pour l'hivernage du Busard Saint-Martin, du Faucon émerillon, et du Hibou des marais. La population des busards Saint Martin est significative l'hiver, et la plaine est un refuge pour ces espèces dans l'Angleterre du Sud. En 2003, la Grande Outarde a été réintroduite en Grande Bretagne dans la plaine de Salisbury.

### Serpents et amphibiens
Les autres espèces d'intérêt présentes dans la plaine de Salisbury incluent le Triton crêté (Triturus cristatus). On trouve des tritons dans les Étangs à la rosée et dans les mare le long de la rivière Bourne (rivière d'Angleterre), ainsi que des Tritons vulgaires (Lissotriton vulgaris), des Grenouilles rousses (Rana temporia) et des Crapauds communs (Bufo bufo). Les couleuvres à collier (natrix natrix) sont souvent présentes près des mares, et on trouve également des Lézards vivipares (Lacerta vivipara), des orvets fragiles (Anguis fragilis) et des Vipères péliades (Vipera berus).